# Józef Bonoldi
Józef Achilles Bonoldi (ur. 1821 w Barcelonie, zm. 1871 w Paryżu) – włoski śpiewak operowy, nauczyciel śpiewu osiadły w Wilnie.

## Życiorys
Urodził się w 1821 w Barcelonie jako syn Klaudiusza włoskiego śpiewaka i jego żony Marianny z d. Perretti. W 1842 przybył do Wilna gdzie osiedlił się na stałe. 
Nauczał śpiewu i był przyjacielem Stanisława Moniuszki. Z jego inicjatywy doszła do skutku  1 stycznia 1848 premiera "Halki" w Wilnie, w której był wykonawcą partii Jontka. Był świetnym wykonawcą pieśni Moniuszki. Dokonał tłumaczenie libretta "Halki" na język włoski i z tym tłumaczeniem została wystawiona w 1905 w Mediolanie.
Ożenił się z Leokadią Bagniewską i miał dwoje dzieci, córki Stanisławę i Kazimierę.
Był mocno zaangażowany w przygotowanie Powstania Styczniowego i po jego wybuchu został zmuszony do wyjazdu za granicę. Zamieszkał we Francji i brał czynny udział w Komunie Paryskiej. 
Zginął w 1871 rozstrzelany przez wojska rządowe.